# Aleksandar Petrović (director de cine)
Aleksandar "Saša" Petrovic (París, 14 de enero de 1929-ibídem, 20 de agosto de 1994) fue un director de cine serbio líder de directores europeos de la década de 1960 y una de las mayores figuras de la Ola negra yugoslava. Dos de sus películas fueron nominadas al Óscar a la mejor película extranjera: Tri en 1966 y Encontré zíngaros felices (Feather Gatherers) en 1967. La última película fue acreedora del Premio FIPRESCI Gran Premio del Jurado en el Festival de Cannes. En 1967 fue miembro del jurado en el 17.ª versión del Berlinale.
Una de sus más famosas producciones es Biće skoro propast sveta —inspirada en el libro Los endemoniados escrito por Fyodor Dostoyevsky— que fue nominada para la Palma de Oro en el Festival de Cannes de 1969.
En 1973 fue forzado a dejar su puesto en la Academia de Cine de Belgrado después de ser acusado por el gobierno yugoslavo de mantener opiniones anticomunistas. A fines de diciembre de 1989 participó en el comité fundador del Partido Demócrata de Serbia, el primer partido de oposición en dicho país.

## Filmografía

### Como realizador

#### cortos y documentales
- 1955: Uz druga je drug
- 1956: Let nad mocvarom
- 1957: Petar Dobrovic
- 1958: Putevi
- 1960: Rat - ratu
- 1964: Zapisnik
- 1965: Sabori

#### Largometrajes
- 1958: Jedini izlaz
- 1961: Dvoje
- 1963: Dani
- 1965: Tri
- 1967: Skupljači perja
- 1968: Bice skoro propast sveta
- 1972: Il Maestro e Margherita
- 1977: Gruppenbild mit Dame
- 1989: Seobe. Presentado en el Festival de Cannes.

## Premios y distinciones
Premios Óscar
| Año  | Categoría                          | Película                  | Resultado |
| ---- | ---------------------------------- | ------------------------- | --------- |
| 1967 | Mejor película de habla no inglesa | Tri                       | Nominado  |
| 1968 | Mejor película de habla no inglesa | Encontré zíngaros felices | Nominado  |

Festival Internacional de Cine de Cannes
| Año  | Categoría              | Película        | Resultado |
| ---- | ---------------------- | --------------- | --------- |
| 1967 | Gran Premio del Jurado | Skupljači perja | Ganador   |
| 1967 | Premios FIPRESCI       | Skupljači perja | Ganador   |